# Eubaphe lobiformis
Eubaphe lobiformis là một loài bướm đêm trong họ Geometridae.